# WebML
WebML (Web Modeling Language) é uma metodologia para projetos de aplicações web complexas e com grande quantidade de dados. É composta de uma notação gráfica formal que pode ser utilizada em projetos completos, com ajuda de editores gráficos como o WebRatio.
O desenvolvimento é interativo e composto de cinco partes (ou modelos):
- estrutura: trata da organização dos dados:
- derivação: definições de dados redundantes
- composição: definição de páginas como um conjunto de sub-páginas e unidades básicas de publicação de páginas
- navegação: definição de links entre páginas e unidades
- apresentação: posicionamento de unidades em páginas e definição da aparência.